# جيوفاني كناب
جيوفاني كناب (بالإيطالية: Giovanni Knapp)‏ هو دراج إيطالي، ولد في 28 يوليو 1943 في بلونو في إيطاليا.

## وصلات خارجية
- جيوفاني كناب على موقع أرشيف الدراجات (الإنجليزية)
- جيوفاني كناب على موقع إحصائيات الدراجات الإحترافية (الإنجليزية)
- جيوفاني كناب على موقع CycleBase (الإنجليزية)